# Mohamadou Barazé
Mohamadou Djada Barazé (* 28. November 1954 in Karakara; auch Mahamadou Barazé) ist ein nigrischer Offizier.

## Leben
Mohamadou Barazé wurde nach dem Besuch der Grund- und Mittelschule 1978 Angehöriger der Gendarmerie, die zu den Streitkräften Nigers gehörte. Nach einer Ausbildung an der Militärschule in Bouaké in der Elfenbeinküste wechselte er 1982 zu den nigrischen Bodenstreitkräften. Von 1982 bis 1983 besuchte er die Infanterie-Schule in Montpellier in Frankreich. Er machte ein Diplom als Fallschirmjäger. Barazé war ab 1983 als stellvertretender Kommandant, später als Kommandant verschiedener Kompanien in Dirkou, Zinder und Agadez tätig. 1989 erreichte er den Dienstgrad eines Hauptmanns. Er nahm mit den Streitkräften Nigers am Zweiten Golfkrieg teil. Barazé wurde 1995 Kommandant der Verteidigungszone Nr. 2 in Agadez.
Von Januar bis Dezember 1996 stand Niger unter der Herrschaft des Rats des nationalen Wohls. Mohamadou Barazé war als einer von zwölf Offizieren Mitglied dieser Militärjunta. Zu seinen späteren Aufgaben gehörte unter anderem eine Beteiligung an der Mission der Vereinten Nationen in der Demokratischen Republik Kongo. 2001 wurde er zum Oberstleutnant befördert. Staatspräsident Mamadou Tandja berief Barazé als Vertreter des Verteidigungsministeriums in die Wahlkommission für die umstrittenen Parlamentswahlen am 20. Oktober 2009. Mamadou Tandja wurde bald darauf abgesetzt. Der Übergangsstaatschef Salou Djibo ernannte Mohamadou Barazé 2010 zum Gouverneur der Region Zinder. Unter Salou Djibos Nachfolger Mahamadou Issoufou wurde Barazé 2011 Generalstabschef der Bodenstreitkräfte.

## Ehrungen
- Großkreuz des Nationalordens Nigers[5]